# Ambigram

Rotující ambigram s názvem „ambigram“

Ambigram slov „Ambigram / Wikipedie“. 180° rotační symetrie.

Ambigram je slovní hříčka nebo grafická technika umožňující číst text v různém směru.
Jinou slovní hříčkou je palindrom, u něhož jde o pořadí písmen, nikoli o zrcadlový obraz.

## Slovní hříčka
V případě slovní hříčky jde o slovo nebo více slov, které lze číst více než z jednoho směru. Například v zrcadle, otočením o 180 ° (např. pod), čtením zezadu (např. TAHAT na dveřích se skleněnou výplní). Text čtený v jiném směru nemusí být s původním textem totožný, např. DVA - DAV po překlopení kolem vodorovné osy (nebo po drobné úpravě písma: DVΛ - DΛV) nebo TAM - MAT podél svislé osy. Zkratku Nového Zélandu - NZ - lze číst svisle po otočení o 90°.
S vhodnými fonty jsou přirozenými ambigramy všechna slova složená z písmen B, C, D, E, H, I, K, O, X (při zrcadlení podél vodorovné osy, například: CHOD, BOK, ECHO, DECH…) nebo slova z písmen A, H, I, M, O, U, T, V, W, X, Y zapsaná svisle (podél svislé osy, například: TMA, MOTAT, OMOTAT…).
Kromě běžného písma lze ambigramy tvořit i v jiných znakových sadách, například v Morseově abecedě (a možná i v Braillově písmu). V Morseově abecedě je mnoho symbolů symetrických a většina ostatních tvoří symetrické dvojice (A-N, B-V, D-U, F-L, G-W, Q-Y), pouze C, J a Z nemají zrcadlový ekvivalent. Ambigramy v Morseově kódu jsou například křestní jména ROBERT - TREVOR nebo jména zpěváků STING - WAITS

## Číselné hříčky
V některých fontech jsou čísla obsahující pouze číslice 0, 1 a 8 přirozenými zrcadlovými i rotačními ambigramy (81 - 18, 108 - 801, 101 je zároveň palindrom), čísla obsahující navíc číslice 2 a 5 (případně i 4) mohou být rotační ambigramy (125 - 251, 285 - 285…. Strobogramatická čísla jsou rotační ambigramy, jejichž hodnota se po otočení nezmění (69, 916, 101…). V grafických ambigramech lze zaměňovat i číslice 2 a 7. Hříčky s čísly se používají v úlohách rekreační matematiky.

## Kaligrafická technika
Mnohem častější a známější, zvláště v poslední době, jsou grafické ambigramy. Jde o grafickou nebo spíš kaligrafickou techniku, kdy text, respektive jednotlivé znaky, je záměrně deformován. Tímto způsobem lze vytvořit symetrický (rotačně nebo zrcadlově, čte se stejně) i nesymetrický ambigram v podstatě z každého textu. Grafické ambigramy jsou často používány v logách, například Sun Microsystems, New Man…
Grafické ambigramy byly například využity v knize Andělé a démoni (Dana Browna).
Další příklady ambigramů:
- wow
- sos
- AHA
- , logo skupiny ABBA